# Барабановське
Бараба́новське (рос. Барабановское) — село у складі Каменського міського округу Свердловської області.

## Клімат
Клімат села помірно-континентальний, з м'якою зимою та теплим літом. Опадів більше випадає влітку і на початку осені. 

## Населення
Станом на 2010 рік чисельність населення села — 181 особа.
| 1904  | 1926  | 2002  | 2010  |
| ▬ 779 | ▲ 933 | ▼ 172 | ▲ 181 |

Національний склад станом на 2002 рік: росіяни — 95 %.